# 중화민국의 동성결혼
중화민국에서 동성결혼은 2000년대 초반부터 사회적, 정치적 주요 담론으로 부상하였다. 2017년 5월 24일 중화민국 사법원은 동성결혼을 금지하는 현재의 민법이 위헌이라며 입법원은 2년안에 법을 개정해 이를 보완하라고 판결내렸다. 또한 중화민국의 총통인 차이잉원은 동성결혼을 지지하였으며, 민주진보당을 중심으로 동성결혼 합법화를 위한 법안을 입법원에 발의하였다. 2018년 주민투표를 거쳐 최종적으로 사법원 석자 제748호 해석시행법이 통과되어 2019년 5월 24일부터 동성결혼이 합법화되었다. 이에 중화민국은 아시아 최초로 동성결혼을 허용한 국가가 되었다.

## 동반자 등록제
2017년 5월 현재 동반자 등록제를 실시 중인 중화민국의 자치정부는 11 곳으로 전체 인구의 80%를 차지하는 지역이다. 중화민국의 동반자 등록제는 일반적인 시민결합 제도와 비교해도 매우 일부의 권리만 보장해주기 때문에 결혼에 비교해 상속이나 의료복지 등에 있어 498개 정도 더 적은 권리와 혜택만을 보장해주고 있다.
중화민국에서 처음으로 동반자 등록제를 시행한 곳은 가오슝시로, 2015년 5월 20일 의료복지 분야에서 동성커플이 서로 동반자 관계임을 자치정부가 공증해줄 목적으로 도입되었다. 이에 중화민국 성소수자 단체들은 실질적인 법적 권리는 없고 동성커플들의 겪는 어려움들을 그저 웃음거리로 만든다고 비판하였다. 2015년 6월에는 타이베이시가 중화민국에서 두번째로 동성커플의 동반자 등록을 허용하였고,
다른 여러 자치정부들이 유사한 제도들을 도입하면서 중화민국의 거의 전체 지역으로 확대되었다.
2015년 12월에는 타이베이 시와 가오슝 시가 각자 별개로 시행중인 동반자 등록제를 상호간에 인정하는 협약을 채결하여 2016년 1월 1일부터 중화민국에선 처음으로 한 곳에서 등록한 동반자 관계가 다른 곳에서도 인정받게 되었다.

### 현황
| 지역명      | 인구      | 제도가 도입된 날짜                  |
| ----------- | --------- | ----------------------------------- |
| 가오슝시    | 2,778,729 | 2015년 5월 20일                     |
| 타이베이시  | 2,704,974 | 2015년 6월 17일                     |
| 타이중시    | 2,746,112 | 2015년 10월 1일                     |
| 타이난시    | 1,885,550 | 2016년 2월 1일                      |
| 신베이시    | 3,971,250 | 2016년 2월 1일                      |
| 자이 시     | 270,273   | 2016년 3월 1일                      |
| 타오위안 시 | 2,108,786 | 2016년 3월 14일                     |
| 장화 현     | 1,289,295 | 2016년 4월 1일                      |
| 신주 현     | 542,513   | 2016년 4월 1일                      |
| 이란 현     | 458,037   | 2016년 5월 20일                     |
| 자이 현     | 519,482   | 2016년 10월 20일                    |
| 신주 시     | 434,674   | 2017년 6월 6일                      |
| 진먼 현     | 127,723   | 2017년 6월 6일                      |
| 롄장 현     | 12,506    | 2017년 6월 6일                      |
| 먀오리 현   | 567,132   | 2017년 6월 6일                      |
| 난터우 현   | 514,315   | 2017년 6월 6일                      |
| 핑둥 현     | 839,001   | 2017년 6월 6일                      |
| 총          |           | 21,770,352 (중화민국 인구의 약 93%) |

### 통계
2016년 4월 중화민국 전역에서 500여쌍 이상의 동성커플이 자치정부에 동반자등록을 하였다.
2016년 11월 말까지 타이페이시에만 등록한 동반자 관계의 동성커플이 272쌍으로 나타났다. 한 시민결합 지지단체에 따르면 2016년 12월까지 약 2000여쌍의 동성커플이 동반자등록을 하였다고한다.

## 동성결혼

### 역사

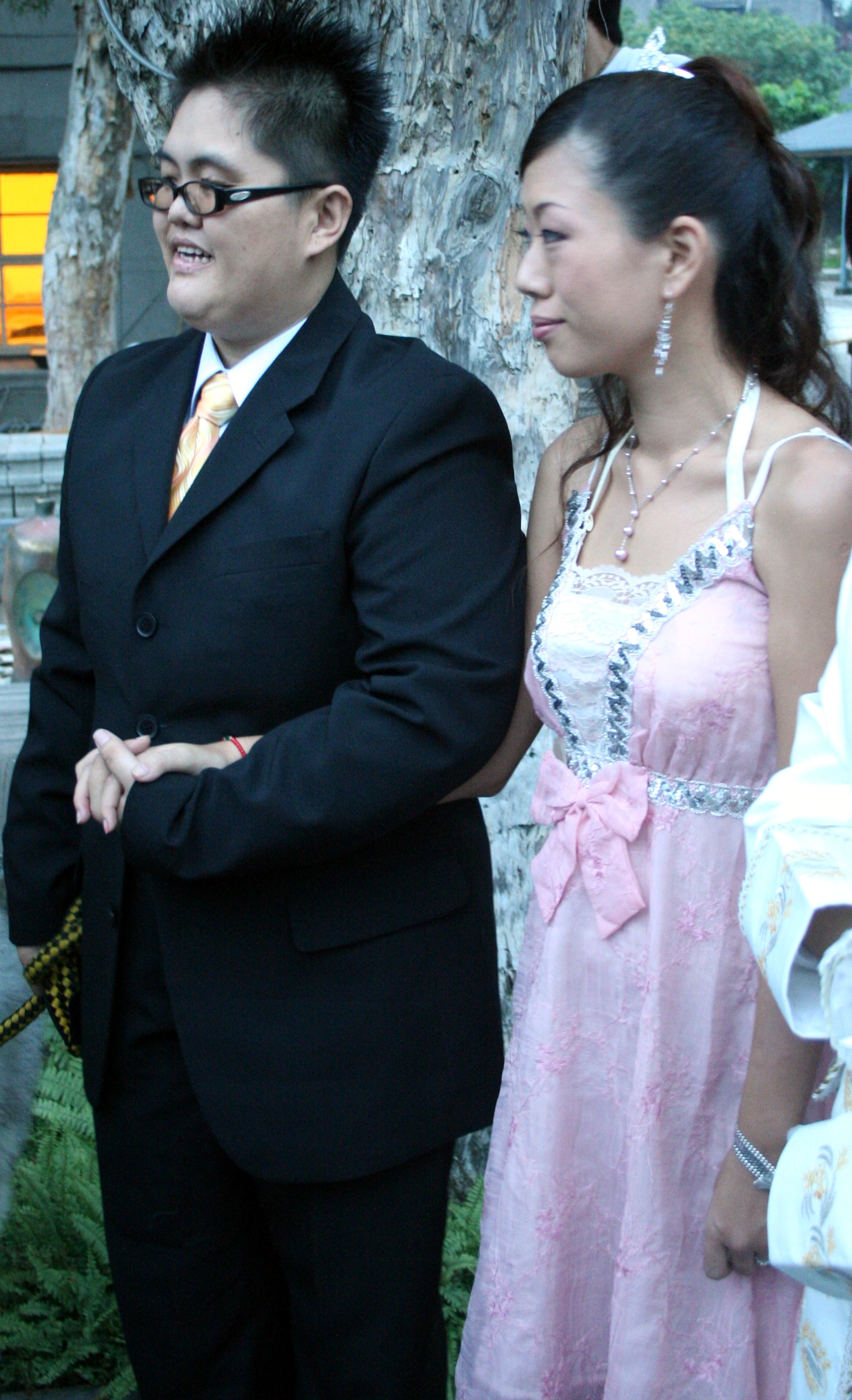
2005년 타이페이 프라이드 축제에서 공개 결혼식을 연 커플.

2003년 중화민국 행정원은 인권기본법에 따라 동성결혼을 허용하는 법안을 상정하였으나, 입법원 의원들의 반대로 2006년 폐기되었다.
국민당 정부의 마잉주 총통은 성소수자의 권리들을 존중한다고 밝혔으나, 동성결혼을 합법화하려면 사회적 합의가 필요하다고 말했다.
2012년 8월 두 여성이 대만의 첫 번째 동성결혼식을 열었다.
중화민국 법무부는 2012년과 2013년에 캐나다와 독일, 프랑스의 시민결합제도 사례와 아시아 국가들의 동성 동반자 관계의 법적 현황에 대한 비교 연구를 진행하였다.
민주진보당의 당대표 쑤전창(蘇貞昌)은 공개적으로 동성결혼을 지지하였다. 당내에서 동성결혼을 두고 의견이 분분하였지만, 2015년 11월 동성결혼 합법화를 공약으로 내세운 차이잉원이 민주진보당 소속으로 2016년 1월 총통 선거에서 승리하였다.

#### 제 8대 입법원 (2012-2016)
2013년 10월 25일 민주진보당 소속 23명의 입법원 의원은 동성결혼을 허용하기 위한 민법 개정안을 발의하였다. 법안은 2014년 12월 22일이 돼서야 법사위에 상정되어 본의회로 올라가기 전에 심사를 받는 작업에 착수하였다. 한편 민주진보당의 요우메이뉘(尤美女) 의원은 다른 민주진보당소속 20명의 의원, 2명의 대만단결연맹 의원 그리고 각각 한명의 국민당과 친민당의원은 법안을 지지하는 성명을 내었다. 하지만 중화민국 정부와 국민당의 다수는 법안에 반대하며 결국 입법이 무산되었다.

#### 제 9대 입법원 (2016-2020)
2016년 중화민국 총선에서 민주진보당이 입법원의 과반이 넘는 68석을 승리하였다. 2016년 7월 몇몇 입법원 의원이 2016년 말까지 동성결혼 허용 법안을 발의하겠다고 발표하였다. 2016년 10월 25일 십여명의 입법원 의원이 동성결혼 허용을 위한 민법개정안을 발의하였다고 밝혔다. 이 법안은 민주진보당 소속 의원들의 지지를 받았으며, 국민당 소속 의원 한명의 지지를 받았다. 이 법안과 별개로 또다른 동성결혼 허용 법안이 시대역량 정당에서 발의되었다. 민법개정안을 발의한 민주진보당의 유메이뉘 의원은 2017년 말에는 동성결혼이 가능해지지 않겠냐는 낙관적인 입장을 밝혔다. 10월 29일 차이잉원 총통은 동성결혼을 지지한다는 입장을 재확인하였다. 2016년 10월 31일 천메이링 행정원 비서장은 행정원 또한 동성결혼을 지지하며, 린추안 행정원장이 법무부에 관련 조치를 취하라고 지시하였다고 발표하였다. 2016년 11월 8일 동성결혼을 허용하고 입양권을 보장하기 위한 두 개의 개정발의안이 첫 독회를 통과하였다. 이 두 법안은 법사위에 상정되었다.
2016년 11월 17일 위원회에서는 두 법안에 대한 논의가 진행되었다. 국민당과 친민당은 수개월에 걸친 전국민토론회를 열어야 한다고 요구하였고, 민주진보당은 법안을 즉시 본회의로 상정해야한다고 주장하였다. 결국 위원회는 2주간 두 번의 공청회를 열기로 합의하였다. 첫 번째 공청회는 국민당 측이 사회를 보며, 두 번째 공청회는 민주진보당 측이 사회를 보기로 결정되었다. 수천명의 동성결혼 지지자와 반대파가 입법원 앞에서 시위를 벌였다.
2016년 12월 초, 수천명이 참가한 동성결혼을 반대하는 시위가 타이페이시와 타이중시, 가오슝시에서 벌어졌다. 그리고 몇 주 뒤에는 약 25만명의 동성결혼 지지자들이 총통부 건물 앞에서 동성결혼의 지체없는 합법화를 요구하는 집회를 벌였다.
2016년 12월 26일 법사위는 두 법안을 본회의에 상정하였다. 2017년 10월 라이칭더 행정원장은 정부가 '올해 연말까지 동성결혼을 법제화 하기 위한 제안을 마련하기 위해 노력을 기울이고 있다.'고 말했으나, 결국 두 법안은 표결에 부쳐지지 않았다.

#### 사법원 판결
2017년 3월 중화민국 사법원의 법관 전원은 2013년 결혼 신고를 하려다 거부된 치자웨이와 타이페이시가 제기한 헌법소원의 심리를 열었다. 타이페이 시는 2015년 7월 동성 동반자의 법적 지위에 대한 해석을 사법원에 요청한 상태였다. 양측은 사법원에 헌법 해석을 요청하면서 중화민국의 민법이 동성 결혼을 허용하는지, 만약 허용하지 않는다면 이것이 헌법에서 보장한 평등할 권리와 결혼할 자유를 침해했는지를 물었다.
사법원은 2017년 5월 24일 동성결혼을 금지한 현행 민법이 국민의 결혼할 자유를 보장하는 중화민국 헌법 제 22조와 평등할 권리를 보장하는 제 7조를 위배한다고 결론 내렸다. 이에 따라 사법원은 위헌 사실을 보완하기 위해 중화민국 입법원이 판결이 나온 날로부터 2년 안에 현행 민법을 개정하거나 새로운 법을 제정하라고 판결내렸다. 또한 판결에 따라 만약 2년 안에 입법원이 이를 따르지 못한다면 즉시 동성커플도 관공서에서 적법하게 결혼신고가 가능해진다.
사법원의 판결에 따라 입법원은 현행 민법을 개정하거나 동성커플을 위한 특별법 또는 결혼에 비해 제약된 권리와 혜택만 보장하는 시민결합법을 제정해야 하게 되었다.
사법원의 판결이 나온 후 중화민국 행정원의 내각 대변인 슈궈용(徐國勇)은 조만간 입법원에 판결을 따르기 위한 법안을 발의할 것임을 밝혔다. 그러나 아직 민법 개정안인지 새로운 특별법안인지는 밝히지 않았다. 중화민국 총통부 또한 법은 모든 이가 결혼할 권리를 동등하게 보장해야 한다며, 모든 국민과 정부 기관은 판결을 따라야 한다고 공식 발표하였다.
2018년 1월 동성결혼 반대자들은 최고행정법원에 2017년 5월 선고를 무효화 해달라는 소송을 제기하였으나, 법원에 의해 기각되었다. 그들은 2018년 2월에 다시 소송을 제기하였다.

#### 2018년 11월 주민투표
2018년 2월 동성결혼 반대 단체인 '하일대행부연맹(下一代幸福聯盟)'은 주민투표를 열기 위해 전체 유권자의 1.5%에 해당하는 법적 요건 약 28만명의 서명을 모으기 시작하였다. 해당 단체는 주민투표에서 '동성 동반자를 위한 법적 지위를 인정하기 위한 대체적인 제도에 동의하는가', '민법에 결혼의 정의를 한 남성과 한 여성 간의 결혼으로 정의하는데 동의하는가', '성평등교육법이 초등학교와 중학교 교육과정에 적용되지 않게 하는데 동의하는가'라는 3가지 질문에 대해 묻기를 원하였다. 성소수자 인권운동가인 치쟈웨이는 해당 주민투표는 '명백히 위헌적'이라고 묘사하였다.
2018년 8월 하일대행부연맹은 678,000개의 서명을 모았다고 발표하였으며, 중앙선거위원회로부터 승인을 받았다. 9월에는 동성결혼 지지 단체 또한 600,000개 이상의 서명을 받았다고 발표하며, '결혼과 관련된 민법 조항에 동성커플도 동일한 권리를 보장받도록 개정하는데 동의하는가', '성평등교육법에 따라 모든 교육과정에서 감성교육, 성교육, 성소수자교육이 이루어지는데 동의하는가'와 같이 주민투표에 자신들의 입장이 반영된 질문들을 넣겠다고 밝혔다.
양측의 주민투표안은 중앙선거위원회의 승인을 받아 2018년 11월 24일에 진행되었다. 11월 24일 중화민국 유권자들은 하일대행부연맹이 발의한 3가지 질문에 찬성을, 동성결혼 지지자들이 발의한 2가지 질문에 반대한다는 결과가 나왔다. 그러나 중화민국 정부는 주민투표 일주일 전 주민투표 결과와 관련 없이 사법부의 결정은 여전히 효력이 있다고 공식 입장을 밝혔다. 11월 29일 사법부 비서장 또한 주민투표는 사법부의 결정을 뒤집을 수 없다고 발표하였다. 그 다음날 행정원장은 특별법을 고려하고 있다고 확인해주었다. 12월 4일 차이칭샹 법무부 장관은 동성결혼 허용을 위한 특별법을 2019년 3월 1일에 발의한다는 입장을 밝혔다.

#### 사법원 석자 제748호 해석시행법
2019년 2월 20일, 행정원은 사법원 석자 제748호 해석시행법을 발의하였다. 이 법안은 동성 부부간의 재산 상속권리·의료권·부양권 등 권리를 보장하며, 간통과 중혼 등 행위를 처벌하는 내용을 담았다. 이 법은 민법을 개정하는 것이 아닌 특별법으로 동성결혼을 허용하는 것이다. 이 법안은 2019년 2월 21일 행정원의 승인을 받은 후 입법원으로 보내졌다. 시대역량 소속의 린창쭤 입법원 의원은 2월 21일 동성결혼을 허용하기 위한 별개의 법안을 발의하였다.
법무부는 국제결혼, 보조생식기술 등 해당 법안에 추가 개정이 요구된다고 밝혔다. 또한 해당 법안에서는 혼인 연령이 민법과 다르게 만 20세 이하는 부모의 동의를 받도록 요구하고 있다. 3월 5일 해당 법안은 2차 독회에서 찬성 29표 반대 24표로 통과되었다. 3월 14일 입법원은 또한 국민당과 동성결혼 반대파들의 주도로 '결혼'과 '배우자'라는 단어를 이성부부에게만 한정하도록 하자는 동성가족관계법안을 2차 독회로 통과시켰다. 또한 이 법안은 동성부부의 상속권에 제한을 두도록 하고 있다. 시대연량 정당은 해당 법안을 막으려 했지만 실패하였다. 동성부부 가족과 성소수자 인권 단체는 '반동성애적 법안'를 폐기하라며 입법원 앞에서 시위를 조직하였다. 국민당과 친민당이 발의한 동성가족관계법안과 동성결합관계법안은 최종적으로 표결에 부쳐지지 않았다.
2019년 5월 17일 입법원은 사법원 석자 제748호 해석시행법을 최종 승인하였다. 이에 중화민국은 아시아에서 최초로 동성결혼을 허용한 국가가 되었다. 국민당은 해당 법에 반대하였으나, 양심투표를 허용하였으며, 7명의 국민당 소속 입법원 의원이 찬성표를 던졌다. 행정원이 발의하여 입법원이 통과시킨 해당 법의 1-4조는 정부기관에 혼인신고를 할 수 있도록 허용하며, 사법원 판결에 따라 결혼을 정의내리고 있다. 또한 해당 법은 한 배우자의 생물학적 자녀에 대해 동성부부의 공동입양권이 있음을 명시한다. 이 법안은 5월 22일 차이잉원 중화민국 총통의 서명을 받아 2019년 5월 24일부터 공식적으로 발효하였다.
중화민국의 섭외민사법률적용법에 의하면 중화민국 국적자는 동성결혼이 허용된 국가의 동성의 국적자와 혼인할 때애만 그 법적지위를 인정하도록 하고 있었으나 2021년 1월 22일 중화민국 사법원은 제189차 외국 관련 민법의 적용에 관한 초국가적 결혼법률 개정안초안을 통과시켰다.
그동안 대한민국, 일본 등 다수의 동성결혼을 법제화 시키지 않은 국가의 국민들은 중화민국 국민과의 국제결혼을 할 수 없었으나 사법원이 외국 관련 민법 의의 적용에 관한 법률 제46조와 제63조 개정안을 통해 중화민국 국민과 국내법이 동성결혼을 인정하지 않는 국가의 외국인과 결혼관계를 보장하기로 발표했다.
집행위원회의 초안 채택을 보류하는 동안에도, 헌법에 의해 동성결혼을 인정하지 않는 외국인 간의 결혼은 인정될 것으로 밝혔다.

### 통계
동성결혼이 허용된지 거의 1년이 지난 2020년 5월 23일에 발표된 통계자료에 의하면, 중화민국에서 총 4,021쌍의 동성 커플이 결혼하였다. 내무부에서 발표한 이 자료에 따르면 동성부부들 중 69%인 2,773쌍이 여성간 동성결혼이며, 1,248쌍이 남성간 동성결혼으로 나타났다. 또한 국제부부도 전체 혼인의 5%에 해당하는 189쌍에 달했다. 이 중 80명이 미국, 21명이 캐나다, 17명이 호주 국적자였다.

## 여론
2006년 4월 대만부녀단체전국연합회(臺灣婦女團體全國聯合會)와 개헌연합이 6,439명의 중화민국 성인을 상대로 한 여론조사에서 75%가 동성간 연인관계에 반대하지 않는다고 답하였다.
2013년 8월 발표된 여론조사에 따르면 중화민국인의 53%가 동성결혼을 지지하고 37%가 반대한다고 나타났다. 특히 20대의 동성결혼 지지율은 78%에 달하였다. 동성결혼에 반대하는 주요 인구층은 기독교 신자들로, 오직 25%만이 동성결혼을 찬성하였다. 2013년 11월 중화민국의 케이블 방송국 TVBS가 1,377명의 성인을 대상으로 한 조사에서 동성결혼 찬성율은 40%, 반대는 45%였다.
2014년 12월에 발행된 여론조사 결과에서 중화민국인의 54%가 동성결혼 합법화에 찬성을, 44.6%가 반대하였다.
2016년 11월 국민당이 실시한 여론조사에서는 52%의 응답자가 동성결혼에 찬성을, 43%가 반대한다고 답변하였다. 중화민국 입법원에 동성결혼 합법화를 위한 민법 개정안을 발의한 유메이뉘(尤美女) 입법원 의원은 중화민국의 젊은 세대는 약 80%가 동성결혼에 찬성할 것이라고 주장하였다.

## 같이 보기
- 중화민국의 성소수자 권리